# رامز عطا الله
رامز عطا الله (1 يناير 1959 - ) ممثل سوري ولد في حمص. خريج المعهد العالي للفنون المسرحية - دورة في الإخراج الإذاعي - دورة في إعداد وإخراج برامج الأطفال.

## أعماله

### في المسـرح
- قصة حديقة الحيوان
- الطريق إلى كوجو
- مغامرة رأس المملوك جابر
- توباز
- بحر
- قبل أن يذوب الثلج
- نبوخذنصر
- يوليوس قيصر
- البخيل
- الصوت والعديد من الأعمال الأخرى

### في الإذاعة
- /* باب الحارة */
- ظواهر مدهشة
- خزانة العرب والعديد من الأعمال الأخرى

### في السـينما
- صعود المطر